# Lode Vanoost
Lode Vanoost, né le 24 septembre 1953 à Louvain dans le Brabant, (actuelle province du Brabant flamand) est un homme politique belge flamand, membre de AGALEV.
Il est de formation agricole; licencié en sciences politiques; fonctionnaire au ministère de la Communauté flamande; ancien ouvrier et employé à la Sabena.

## Fonctions politiques
- député fédéral belge du 21.05.1995 au 05.05.1999